# Coelocaryon
Coelocaryon é um género botânico pertencente à família Myristicaceae.Contém 4 espécies nativas da África.